# Сумаряк Василина Олексіївна
Васили́на Олексі́ївна Сумаря́к (нар. 8 січня 1948, с. Усть-Путила, Путильський район, Чернівецька область, Україна — пом. 26 травня 2018, там же) — українська майстриня художнього ткацтва та писанкарства. Членкиня Національної спілки художників України та Національної спілки майстрів народного мистецтва України (1998); лауреатка літературно-мистецької премії ім. Георгія Гараса. Заслужений майстер народної творчості України (2006).

## Життєпис
Народилася у с. Усть-Путила Путильського району Чернівецької області. Батьки — Олексій Георгійович та Олена Іванівна Шпанюки, Василина їхня перша дитина. Невдовзі після народження дочки батько був заарештований НКВС. Забрали і дружину з дитиною. Через три тижні матір з дитиною відпустили додому, а батька Олексія відправили в сталінські табори. Через сім років, коли, домігшись справедливості, його відпустили після реабілітації у 1950-х роках (засуджено було на 25 років суворого режиму), Олексій Георгійович повернувся з таборів.
Закінчивши десятирічку, Василина вийшла заміж і народила дітей. Заробляла писанкарством, вишивкою, почала ткати килими й рушники.
З 1974 року працювала килимарницею, з кінця 80-х вязальницею на Путильській міжколгоспній фабриці з переробки вовни.
Впродовж багатьох років В. О. Сумаряк — учасниця Всеукраїнської та обласної (м. Чернівці) виставки писанок і Великодньої атрибутики.

## Творчість, відзнаки та нагороди
Василина Олексіївна Сумаряк — авторка понад 20 тисяч писанок. Писанки майстрині зберігаються у Чернівецькому краєзнавчому музеї, музеї «Писанка» м. Коломиї, в приватних колекціях Канади, Бельгії, Німеччини, Італії та інших країн.
|  | Усі роботи — чи то ткацькі, чи то вишивки і писанки — відзначаються композиційною оригінальністю. Це гама кольорів, яка ніби вийшла з природи і втілилася в її творах. Кожна нова писанка — новий підхід до роботи. Усім їм притаманні точність ліній, дотримання симетрії, вміле поєднання фарб, колорит. Особливо неповторний «Безкінечник». |

(Микола Шкрібляк, заслужений діяч мистецтв України).
В. О. Сумаряк має такі відзнаки і нагороди за творчу діяльність:
- численні дипломи міжнародних гуцульських фестивалів;
- почесна відзнака Спілки майстрів народного мистецтва України (1994);
- літературно-мистецька премія ім. Георгія Гараса[2].